# Tiếng Mân Bắc
Tiếng Mân Bắc (giản thể: 闽北语; phồn thể: 閩北語; bính âm: Mǐnběiyǔ, La Mã hóa phương ngữ Kiến Ninh: Ma̿ing-bă̤-ngṳ̌) là một tập hợp các phương ngữ có thể hiểu lẫn nhau được của tiếng Mân được nói tại Nam Bình và Tây Bắc Phúc Kiến. Tiếng Trung ở Phúc Kiến theo truyền thống được chia ra tiếng Mân Nam và tiếng Mân Bắc. Tuy nhiên, các nhà phương ngữ học Mân chia tiếng Mân nhỏ hơn thành Mân Đông, Phủ Tiên, Mân Nam, Mân Trung và Mân Bắc. Theo định nghĩa hẹp, Bắc Mân được đại diện bởi các phương ngữ của Thạch Bê (石陂, ở Huyện Phố Thành), Sùng An (崇安, ở thành phố cấp huyện Vũ Di Sơn), Hưng Điền (兴田, ở thành phố cấp huyện Vũ Di Sơn), Ngũ Phu (五夫, ở thành phố cấp huyện Vũ Di Sơn), Chính Hòa (ở Huyện Chính Hòa), Trấn Tiễn (镇前, ở Huyện Chính Hòa), Kiến Dương và Kiến Âu.